# Corynoptera nigrocauda
Corynoptera nigrocauda är en tvåvingeart som beskrevs av Werner Mohrig och Menzel 1990. Corynoptera nigrocauda ingår i släktet Corynoptera och familjen sorgmyggor. Inga underarter finns listade i Catalogue of Life.